# Сабатиновская культура
Сабатиновская культура — археологическая культура, расположенная в Северном Причерноморье, получила название по названию села Сабатиновка, расположенного в окрестностях посёлка Саврань, где были обнаружены поселения эпохи поздней бронзы (XVIII—XII, по другим оценкам, XVI—XII вв. до н. э.).
Для сабатиновской культуры характерен высокий уровень металлообработки, в литейных мастерских из оловянистой бронзы изготавливались предметы вооружения, орудия труда и украшения. Хозяйство основывалось на скотоводстве и земледелии. Носители культуры поддерживали широкие связи с соседями, особенно с родственным населением Поднестровья (культура Ноуа) и Нижнего Дуная (культура Кослоджень).
Впервые термин «сабатиновская культура» предложен Н. Погребовой ещё в 1960 году, позже — В. Д. Рыбаловой и И. Н. Шарафутдиновой. Содержание этой культуры ещё не вполне выяснено из-за недостаточного количества публикаций памятников из её основной зоны, — Южного Побужья.
Предполагают, что носителями сабатиновской культуры были прафракийцы, которые сменились племенами белозёрской культуры. Дискуссионными остаются связи сабатиновской и срубной культуры, которые иногда рассматриваются как синхронные образования, формировавшиеся на разных основах.
Существует версия, что сабатиновцы принимали участие в разгроме Микенской Греции.